# Allomerus decemarticulatus
Allomerus decemarticulatus es una especie de hormiga perteneciente al género Allomerus (subfamilia Myrmicinae) conocida por la relación simbiótica a tres bandas que establece con una planta, Hirtella physophora, y un hongo para atrapar a sus presas.

## Trampa
Esta especie, que vive en los domacios de la planta Hirtella physophora, corta los tricomas de dicha planta y elabora una compleja estructura plagada de agujeros bajo la que se encuentran las hormigas. Para dar consistencia a esta estructura utilizan unos hongos pegajosos previamente cultivados por ellas.
Una vez la trampa está preparada, las hormigas aguardan a que una presa potencial (que puede ser mucho mayor que ellas) se pose en ella. Cuando esto ocurre unas hormigas agarran a la presa desde los agujeros, evitando que se escape, mientras otras la atacan.